# Abel Antón
Abel Antón Rodrigo, né le 24 octobre 1962 à Ojuel - Cabrejas del Campo, dans la province de Soria, en Castille-et-León, est un ancien athlète espagnol, spécialiste du fond.

## Biographie
Abel Antón est venu au marathon après les Jeux olympiques d'Atlanta. Il remporte cinq des huit marathons qu'il a officiellement disputé. Il est double champion du monde de marathon. Il prend sa retraite sportive en 2000.
Il est élu sénateur de la circonscription de Soria en 2011.

## Palmarès

### Championnats du monde
- Championnats du monde d'athlétisme 1997 à Athènes :
  -  Médaille d'or du marathon
- Championnats du monde d'athlétisme 1999 à Séville :
  -  Médaille d'or du marathon

### Championnat du monde de cross-country
- Championnat du monde de cross-country IAAF 1990 à Aix-les-Bains
  -  Médaille de bronze du cross long hommes par équipe
- Championnat du monde de cross-country IAAF 1991 à Anvers
  -  Médaille de bronze du cross long hommes par équipe

### Championnats d'Europe
- Championnats d'Europe d'athlétisme 1994 à Helsinki :
  -  Médaille d'or du 10 000 mètres
  -  Médaille de bronze du 5 000 mètres

## Honneurs
- Meilleur athlète espagnol en 1994

### Sources
- (es) Cet article est partiellement ou en totalité issu de l’article de Wikipédia en espagnol intitulé « Abel Antón » (voir la liste des auteurs).